# Pergalumna bryani
Pergalumna bryani is een mijtensoort uit de familie van de Galumnidae. De wetenschappelijke naam van de soort is voor het eerst geldig gepubliceerd in 1934 door Jacot.